# Banu Thàbit
Banu Thàbit o Banu Ammar fou una petita dinastia que va regnar a Trípoli de Líbia del 1327 al 1400.
El seu fundador fou Thàbit (I) ibn Ammar al-Wixahí, un amazic huwwara designat governador (1124) pels hàfsides, que es va fer independent el 1327 a la ciutat i regió, però va morir al cap de només uns quants mesos de regnat. El va succeir el seu fill Muhàmmad ibn Thàbit i va regnar durant uns quants anys fins a 1348.
El seu fill Thàbit (II) ibn Muhàmmad el va succeir; el 1355 els genovesos van atacar la ciutat i la van saquejar; Thàbit es va refugiar amb els xeics àrabs veïns (i fou mort per un d'aquests el 1370 o 1371), mentre la ciutat passava a poder de Àhmad ibn Makkí, oficialment governador hàfsida de Gabes fins al 1365, i a la seva mort del seu fill Abd-ar-Rahman ibn Àhmad.
El 1371 Abu-Bakr ibn Muhàmmad, germà de Thàbit (II), que havia reunit les forces del seu germà i tenia el suport dels amazics, va conquerir la ciutat, derrotant el governador que els Banu Makkí hi havien deixat. Va governar llavors fins a 1392 quan va morir i el va succeir el seu nebot Alí ibn Ammar. El 1397 fou capturat per l'hàfsida Abu Faris i dos parents van ocupar el seu lloc conjuntament¡, Yahya ibn Abi-Bakr i Abd-al-Wàhid ibn Abi-Bakr.
El 31 de maig del 1401 l'emir Abu Faris va entrar a Trípoli, va empresonar els dos germans i va restablir el poder hàfsida.

## Llista d'emirs
- Thàbit (I) ibn Ammar al-Wixahí 1324-1325
  - Àhmad ibn Tàhir 1325
- Thàbit (I) ibn Ammar al-Wixahí 1325-1327
- Muhàmmad ibn Thàbit 1327-1348
- Thàbit (II) ibn Muhàmmad 1348-1355
  - Àhmad ibn Makkí 1355-1365
  - Abd-ar-Rahman ibn Àhmad 1365-1371
- Abu-Bakr ibn Muhàmmad 1371-1392
- Alí ibn Ammar 1392-1397
- Yahya ibn Abi-Bakr 1397-1401
- Abd-al-Wàhid ibn Abi-Bakr 1397-1401